# 超高溫變質作用
超高溫變質作用（英語：ultrahigh temperature metamorphism）是指溫度超過 900 °C 的變質作用。 根據一些礦物組合及其實驗和熱力學的證實的結果，證明地殼可以承受非常高的溫度（900-1000°C），而不進行部分熔化。
鑒定溫度超過 900 °C 的變質作用，可由高溫高壓實驗證明，或根據礦物組合來識別，例如具有斜方輝石 、矽線石、石英、假蓝宝石、尖晶石的礦物組合是由泥岩在相同矽線石穩定的壓力條件下變質而成。
超高溫的指標礦物通常保存在含極高鎂鋁的岩石中，這些岩石通常在化學成分缺水。 礦物組合，如藍寶石、石英、斜方輝石、矽線石、石英、大隅石（英語：osumilite）和尖晶石。其他組合，如石榴石、斜方輝石、三元長石（英語：ternary feldspars）、韭闪石（英語：pargasite）或易变辉石（英語：pigeonite）均爲超高溫變質作用的典型指標礦物組合。